# مسعود جهرمي
دكتور مسعود جهرمي ، عميد كلية الهندسة بـ الجامعة الأهلية في البحرين

## السيرة الذاتية
وُلد في 6 سبتمبر 1970، متزوج وله ابن، حاصل على:
- بكالوريوس في الهندسة الميكانيكية من جامعة البحرين.
- درجة الماجستير في تقنية المعلومات من جامعة مانشستر في المملكة المتحدة [1]،حيث التقى بزوجته السيدة إلهام الشاكري هناك.
- درجة الدكتوراة من جامعة كنت في كانتربيري - المملكة المتحدة [1]

حالياً يشغل منصب أستاذ جامعي وعميد كلية الهندسة في الجامعة الأهلية بالبحرين.

## قصة الاعتقال
تم اقتحام منزل الدكتور مسعود جهرمي من قبل قوات الأمن مصحوبة بعدد من المدنيين المسلحين فجر الخميس الموافق 14 أبريل 2011 في تمام الساعة الثانية والنصف و اعتقاله من سريره ، لم تتمكن عائلته من الاتصال به وزيارته إلا بعد شهر من اعتقاله، وتظل أسباب اعتقاله غير معروفة حتى الآن، في الوقت الذي لم يتم تقديمه للمحاكمة أو توجيه أي تهم إليه. 
وقد تم سحب جنسيته البحرينية وترحيله إلى لبنان قسرا.

## مرضه
بعد عدة أسابيع من اعتقال الدكتور جهرمي تم إجراء فحص دم له وتبين إصابته بمرض التهاب الكبد الوبائي من النوع c، طريقة وأسباب العدوى لا تزال غير معروفة. علماً بأنه تمّ إعلام لجنة تقصي الحقائق(BICI) برئاسة السيد محمد شريف بسيوني بحالة الدكتور جهرمي الصحيّة.

## مطالبات بالإفراج عنه
منذ اعتقال د.جهرمي،  انطلقت دعوات تطالب بالإفراج عنه من قبل عدة منظمات أبدت قلقها على صحة د.مسعود، كاللجنة الإسلامية لحقوق الإنسان IHRC  و منظمة الشرق الأوسط للدراسات MESA  ، فيما دأبت عائلته وتلامذته و محبوه على نشر قضيته وإنشاء صفحات تطالب بالإفراج عنه عبر مواقع التواصل الاجتماعي: ( Free Dr.Masaud Jahromi on Facebook  على فيسبوك.، Free Dr.Masaud on Wordpress )